# Hẻm núi Ironbridge
Hẻm núi Cầu sắt là một hẻm núi sâu có sông Severn chạy qua nằm ở Shropshire, Anh. Nó được hình thành đầu tiên bởi một dòng chảy từ Hồ Lapworth vào thời kỳ băng hà cuối cùng nay đã bị rút cạn. Những tảng đá trong hẻm núi bị bào mòn dần theo thời gian để lộ những mỏ than lộ thiên, quặng sắt, đá vôi và cả đất sét lửa cho phép khu vực phát triển kinh tế nhanh chóng trong Cách mạng công nghiệp lần thứ nhất.
Ban đầu nó được gọi là Hẻm núi Severn, hẻm núi hiện nay được lấy tên theo cây Cầu Sắt nổi tiếng ở đó, là cây cầu sắt đầu tiên thuộc loại này trên thế giới, và một biểu tượng của ngành công nghiệp bắt đầu từ đó. Cây cầu được xây vào năm 1779 để nối thị trấn công nghiệp Broseley với thị trấn khai mỏ Madeley và trung tâm công nghiệp đang phát triển Coalbrookdale.
Có hai lý do khiến cho địa điểm này rất có ích với ngành công nghiệp thời gian đầu. Các nguyên liệu thô gồm sắt, đá vôi, than, dùng cho ngành sản xuất sắt, đá lát và đồ sứ được phát hiện và khai thác dễ dàng ở hẻm núi. Con sông rộng và sâu cho phép vận chuyển dễ dàng các hàng hoá ra biển.

## Hình thành
Hẻm núi bao quanh con sông Severn nằm ở phía Bắc con lạch Bristol Channel. Nó được hình thành vào cuối kỉ băng hà. Mực nước của hồ tăng lên tới khi nó có thể chảy qua ngọn đồi về phía Nam. Dòng chảy này làm xói mòn ngọn đồi hướng con hẻm núi và vĩnh viễn làm lệch hướng phía Bắc của con sông Severn. 

## Thị trấn hẻm núi
Con hẻm nằm trong vùng hai thị trấn Telford và Wrekin. Nó bao gồm phần lớn của Hẻm cầu sắt chảy qua vùng Telford và Wrekin Council, và bao gồm các khu vực bằng nhau như Ironbridge, Caolbrookdale và Coalport và một phần của Jackfield.

## Hình ảnh

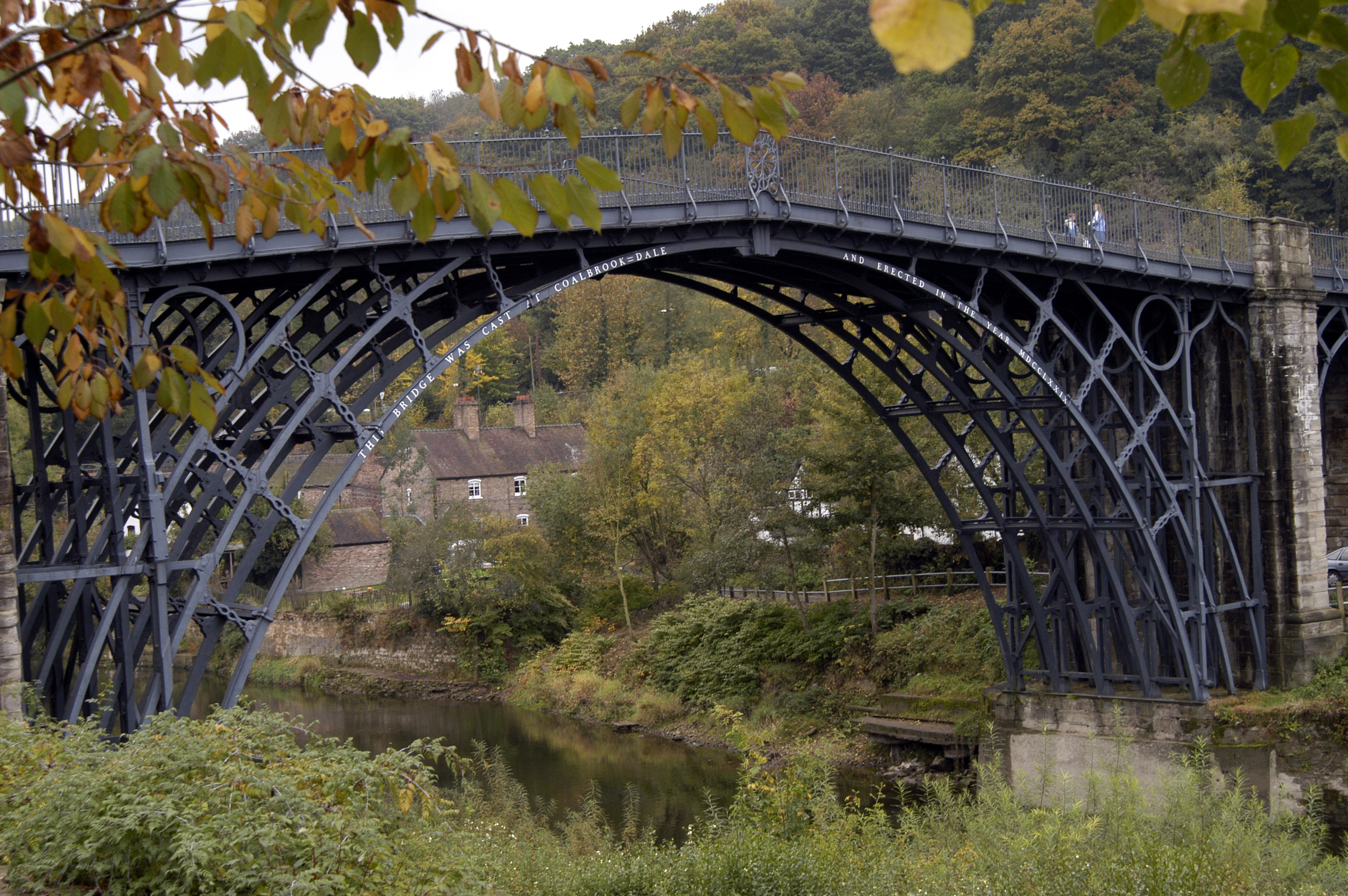
The Iron Bridge in 2003 with its previous grey colour
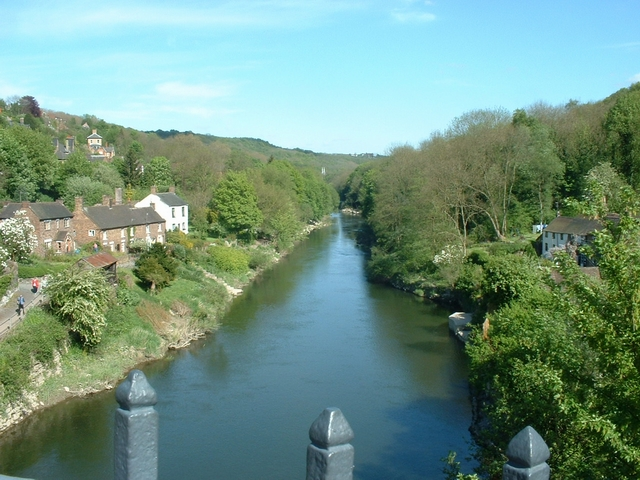
Downstream from the ironbridge
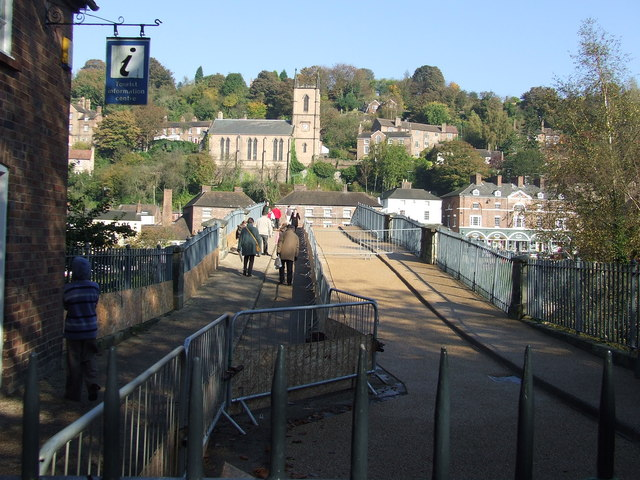
Redressing the bridge in 2007
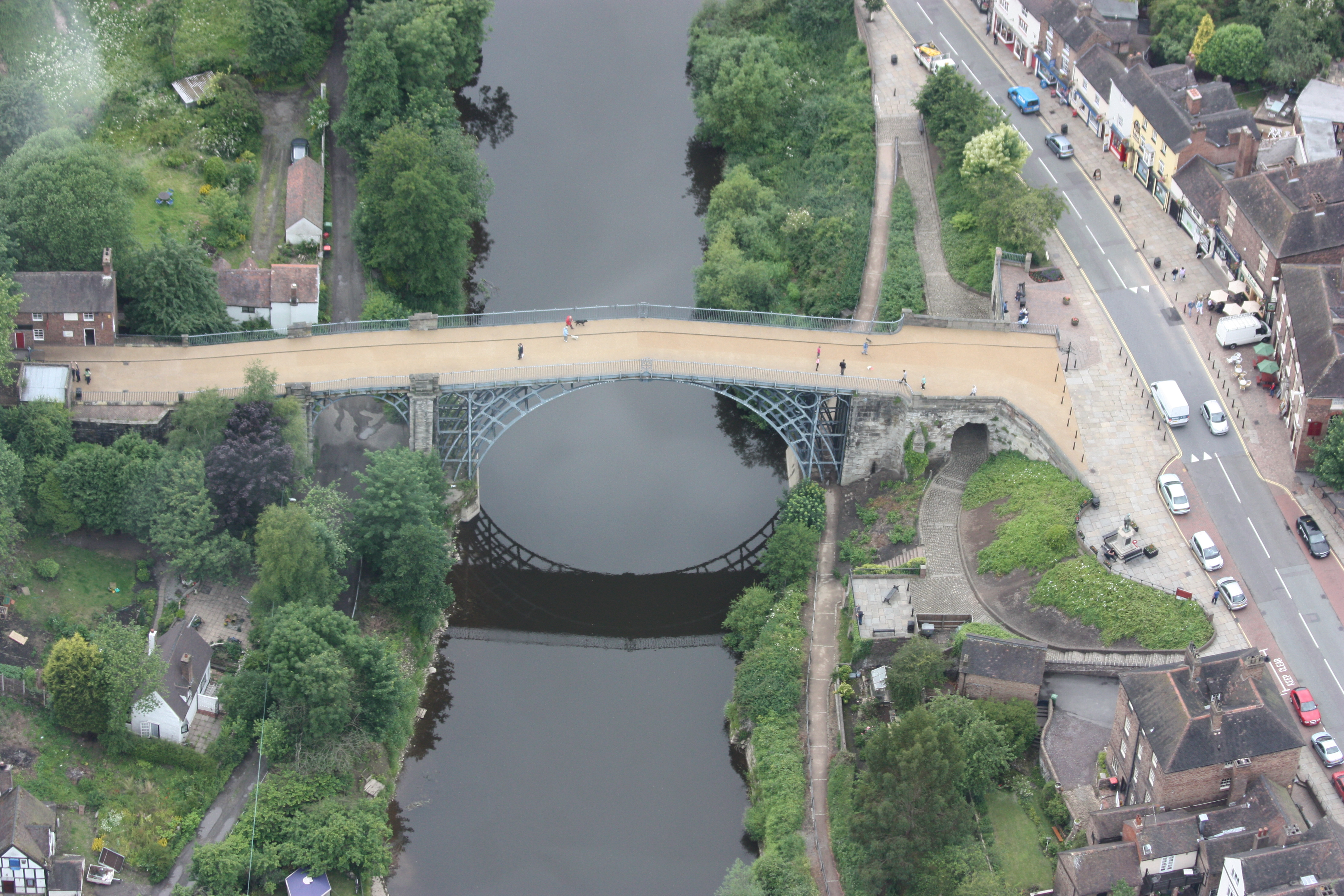
Aerial view